# TZitemzo
tZitemzo is een vzw in Gent die vragen rond kinder- en jeugdrechten behandelt. De organisatie is zowel fysiek bereikbaar als digitaal.

## Geschiedenis
Na bevraging van het Jongeren Advies Centrum (JAC) in Brugge bleek dat jongeren weinig tot geen kennis hadden over hun rechten. Daarnaast was er voor jongeren die in aanraking kwamen met de jeugdrechter onvoldoende rechtsbijstand. Het JAC-Brugge en Eugeen Verhellen, hoogleraar aan de UGent, richtten de eerste Kinderrechtswinkel op in 1987 in Brugge. Een gelijkaardig initiatief bestond reeds in Amsterdam en Wallonië (Services Droit des Jeunes). In 1994 ontstond de Kinderrechtswinkel in Gent.
De winkels werkten eerst met vrijwilligers. In 1997 kende de Vlaamse overheid voor het eerst een subsidie toe. Dit zorgde dat ze deeltijdse werkkrachten konden inzetten. Nu krijgt de Kinderrechtswinkel een structurele subsidie op basis van het Vlaams Jeugd- en kinderrechtenbeleid. 
De vestiging in Brugge sloot door gebrek aan middelen. Sindsdien werkt de Kinderrechtswinkel vanuit Gent voor Vlaanderen. In juni 2017 veranderde de naam van Kinderrechtswinkel naar tZitemzo. De naamsverandering kwam er om de aantrekkelijkheid voor de doelgroep te verhogen. De naam verwijst ook naar hoe de wetgeving in elkaar zit.

## Uitgangspunten
tZitemzo gaat uit van gelijkwaardigheid voor jong en oud. Vroeger lag de nadruk op het beschermen van kinderen. Nu ligt dit vooral op de inbreng van de kinderen zelf en het beschermen van hun rechten. De uitgangspunten van tZitemzo zijn gebaseerd op de rechtsbehoeften van kinderen: 
- Minderjarigen moeten op de hoogte zijn van het bestaan en de betekenis van kinderrechten.
- Minderjarigen moeten in staat zijn vragen te stellen over hun rechten in een specifieke situatie en kunnen daarbij advies en ondersteuning krijgen.
- Bij juridische procedures hebben ze recht op een bijstand door een advocaat.
- Op alle niveaus moeten instanties aangespoord worden om zich met kinderrechten in te laten.

## Wat doet tZitemzo?
tZitemzo zet zich in op vier niveaus:
Individuele info- en adviesverlening over jongerenrechtenOm aan de behoefte van informatie en bijstand tegemoet te komen, organiseert tZitemzo permanenties. Tijdens zo’n spreekuur kunnen kinderen er individueel terecht.
Volwassenen uit de directe omgeving van kinderen (ouders, leerkrachten, hulpverleners, …) kunnen ook vragen stellen aan tZitemzo.
Collectieve informatieverstrekkingHet is noodzakelijk dat kinderen en volwassenen via allerlei kanalen informatie krijgen over hun rechten als minderjarigen. tZitemzo zorgt ervoor dat dit een bespreekbaar en besproken onderwerp is door het geven van vormingen. tZitemzo verspreidt informatie via eigen publicaties, vormingsreeksen, evenementen, speurtochten, educatief materiaal voor leerkrachten (kinderrechtenkoffers en vormingsmappen) en de Kinderrechtenmobiel. Tot slot verspreid ook de website relevante informatie m.b.t. de rechten van minderjarigen.
Daadwerkelijke rechtsbijstandVoor daadwerkelijke rechtsbijstand verwijzen ze minderjarigen door naar advocaten die hun belangen willen en kunnen verdedigen.
Maatschappelijke actie en procesbegeleidingtZitemzo participeert in verschillende werkgroepen en samenwerkingsverbanden om de positie van kinderen in onze samenleving te bevorderen.

## Kinder- en jongerenrechten
tZitemzo werkt vanuit de verschillende rechten opgesteld in het Universeel Verdrag Inzake de Rechten van het Kind. De meest voorkomende rechten zijn:
- Art. 4: De concreet uitvoering van rechten
- Art. 5: De leiding door de ouders en de groeiende capaciteit van het kind
- Art. 8: Behoud van identiteit
- Art. 9: Van de ouders gescheiden worden
- Art. 10: Gezinshereniging
- Art. 13: Vrijheid van meningsuiting
- Art. 16: Bescherming van de privacy
- Art. 19: Bescherming tegen mishandeling en verwaarlozing
- Art. 22: Vluchtelingenkinderen
- Art. 27: Levensstandaard
- Art. 28: Onderwijs
- Art. 31: Vrije tijd, ontspanning en culturele activiteiten
- Art. 33: Drugsmisbruik
- Art. 34: Seksuele uitbuiting
- Art. 35: Verkoop, handel en ontvoering
- Art. 40: Aanpak van jeugdmisdadigheid